# Emirado da Armênia
O Emirado da Armênia (em armênio/arménio:  Արմինիա ոստիկանություն, em árabe: إمارة أرمينية, translit. imārat armīniya) foi um principado autônomo do Império Árabe que existiu de 637 a 884, durante o domínio árabe na atual Armênia.

## História

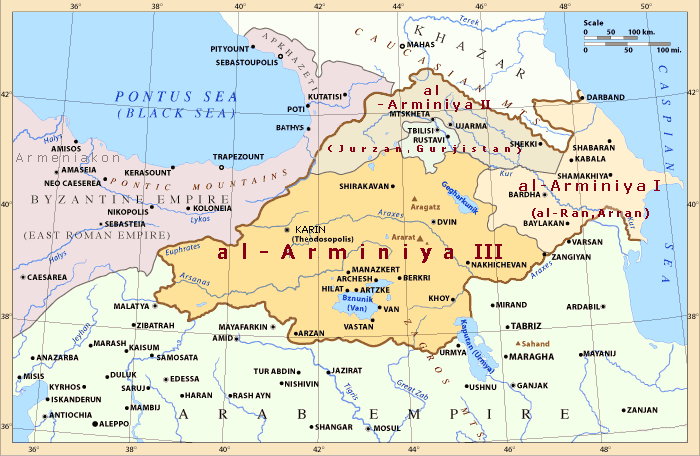
Emirado da Armênia (Arminiya) em 750-885. Extraído de "Armênia: Um Atlas Histórico", de R. Hewsen, p. 106

No ano de 637, a Armênia emergiu como um principado autônomo do Califado Ortodoxo sob o governo do califa Omar, reunindo terras armênias anteriormente dominadas pelo Império Bizantino. O principado era governado pelo príncipe da Armênia, reconhecido pelo califa e pelo Imperador Bizantino.
O primeiro ataque árabe chegou à Armênia em 640. Dúbio capitulou e foi pilhada durante esta investida. A segunda invasão aconteceu entre 642 e 643, e 650 e 653. Os armênios foram submetidos aos invasores e assinaram um tratado em 654. De acordo com ele, a Armênia seria reconhecida como um estado autônomo mediante ao pagamento de um tributo anual e a contribuição de 15 mil homens para o exército árabe. A política árabe de demandar um imposto pago em dinheiro teve um efeito negativo na economia e sociedade armênia. As moedas se esgotaram em Dúbio. Os armênios foram forçados a produzir um excedente de comida e "produtos manufaturados" para vender. Deste modo, uma forte vida urbana se desenvolveu no Cáucaso e a economia foi ressuscitada.
Os árabes, com propósitos administrativos, reuniram-se no sul dos Cáucasos num vice-reinado denominado de Armínia. Este vice-reinado foi governado por um "osticano" ocasionalmente referido como emir, oriundo do vice-reinado - emirado. Ele foi estabelecido no tempo do califa omíada Abedal Maleque ibne Maruane (r. 685–705). O Emirado da Armênia (Armínia) foi então dividido em quatro regiões: Armênia I (Albânia), Armênia II (Principado da Ibéria), Armênia III (entorno do Rio Aras), Armênia IV (Taraunitis). Este vice-reinado também continha dois grandes lagos: O lago de água salgada conhecido como Lago de Vã à sudoeste, e o Lago Gukchah de água doce à nordeste.
O mais proeminente califa abássida foi Harune Arraxide, que ascendeu ao poder em 14 de setembro de 786. Enquanto ele era conhecido como um governador benevolente, o seu emir na Armênia não tinha o mesmo reconhecimento. Despistando as ordens vindas de Bagdá, os governadores árabes da Armênia, continuaram a saquear igrejas e oprimir o povo com crueldades e pesados impostos.
Por algum tempo, o Emirado da Armênia incluía Jazira no nordeste da Mesopotâmia, Azerbaijão (clássica Média Atropatene), e os menos frequentes, Tabaristão (sudeste de Guilão), e também Pérsis. O centro do vice-reinado era a grande cidade Armênia de Dúbio.
O Emirado da Armênia teve fim em 884. Asócio I da dinastia Bagratúnio comandou a campanha vitoriosa que recuperou o controle de uma grande área da Armênia e se autodeclarou "Rei dos armênios". Ele recebeu o reconhecimento do califa abássida Almutâmide em 885 e do imperador bizantino Basílio I, o Macedônio em 886. A Armênia então emergiu como uma região independente.